# The Victims' Game
The Victims' Game (誰是被害者 - Shuí Shì Bèihàizhě) est une série télévisée taïwanaise en 8 épisodes de 62-67 minutes, créée par Chien Shih-keng et diffusée le 30 avril 2020 sur Netflix. 

## Synopsis
Après avoir découvert un lien entre sa fille Chiang Hsiao-Meng et de mystérieux meurtres, un expert médico-légal atteint du syndrome d'Asperger qui s'appelle Fang Yi-jen risque tout pour résoudre l'affaire avec une reporteuse Hsu Hai-yin.

## Distribution
- Joseph Chang : Fang Yi-Jen, un expert médico-légal atteint du syndrome d'Asperger
- Tiffany Hsu : Hsu Hai-Yin, une reporteuse
- Shih-hsien Wang : Chao Cheng-Kuan, Capitaine de l'équipe d'enquête policière
- Ruby Lin : Li Ya-Jun
- River Huang : Yu Cheng-Hao
- Moon Lee : Chiang Hsiao-Meng, la fille de Fang Yi-Jen
- Ning Ding : Su Ko-Yun
- Tseng Jing-hua : Fang Yi-Jen en âge de 18

## Fiche technique
- Générique de début : Listen To Me (我要你) par Yo Lee
- Générique de fin : One Who Will (Find Me) (誰) par Karencici